# Reduto de Santo Antônio de Fernando de Noronha
O Reduto de Santo António de Fernando de Noronha, também referido como Fortim de Santo Antônio, localizava-se no extremo nor-noroeste da ilha de Fernando de Noronha, no arquipélago de mesmo nome, no estado de Pernambuco, no Brasil.
Em posição dominante na praia de Santo Antônio, integrava a defesa da baía de Santo Antônio, principal ancoradouro da ilha.

## História
Erguido a partir de fins de 1737 com planta do Engenheiro militar Diogo da Silveira, sob a direção do Tenente-coronel João Lobo de Lacerda, recebeu a forma de um trapézio, com oito canhoneiras e duas edificações no terrapleno, pelo lado de terra, conforme planta colorida da época ("Planta do Forte de Santo Antônio, sobre o porto principal da ilha de Fernando de Noronha, fundado sobre uma rocha a prumo", c. 1739. Arquivo Histórico Ultramarino, Lisboa) (IRIA, 1966:64). Do mesmo modo que o Reduto de Nossa Senhora da Conceição de Fernando de Noronha, deve ter sofrido acréscimos em 1741, uma vez que, em planta posterior, figuram dez canhoneiras nas suas baterias e uma terceira edificação no terrapleno ("Fortaleza de S. Antônio", s.d.. Arquivo Nacional da Torre do Tombo, Lisboa). Esteve guarnecido por um Capitão e trinta e três praças, e artilhado com dez peças de ferro de diferentes calibres (BARRETTO, 1958:128).
Encontra-se figurado como Forte de Santo Antônio, em um mapa inglês da ilha de Fernando de Noronha (Londres, 1793. apud SECCHIN, 1991:10-11).
À época do Segundo Reinado foi reedificado em 1865, no contexto da Questão Christie (1862-1865). O brasão de armas português, que encimava o seu portão de acesso, foi remetido em 1876 para o Museu Histórico Nacional, no Rio de Janeiro (GARRIDO, 1940:55).
BARRETTO (1958) reporta que, à época (1958), encontrava-se em ruínas, mantendo-se de pé as suas muralhas (op. cit., p. 128).
No final do século XX foi realizado um levantamento arquitetônico das ruínas, com planta baixa e cortes, dentro do escopo do projeto "Atlas Arqueológico de Fernando de Noronha" (1999).
O Guia Quatro Rodas Praias (2002) indicava que na praia de Santo Antônio encontravam-se as ruínas do Forte de Santo Antônio (op. cit., p. 165), situação que permanecia em 2009, quando restavam apenas pequenos troços das paredes de pedra das antigas edificações de serviço no terrapleno.